# Lepidophthirus
Lepidophthirus ist eine Gattung der Tierläuse, die als Ektoparasiten Robben befallen. Gattungspezifisches Merkmal ist, dass die Bauchseite der Hinterleibsegmente mit 6 bis 8 Querreihen Dornen besetzt ist und die Rückenseite von Thorax und Hinterleib beschuppt ist. Der Körper weist, wie bei Antarctophthirus schuppenartige Borsten (Setae) auf, die Fühler haben aber nur vier Segmente.
Zur Gattung gehören derzeit zwei Arten:
- Lepidophthirus macrorhini befällt den Südlichen See-Elefanten
- Lepidophthirus piriformis befällt die Mittelmeer-Mönchsrobbe